# Oblężenie Połocka

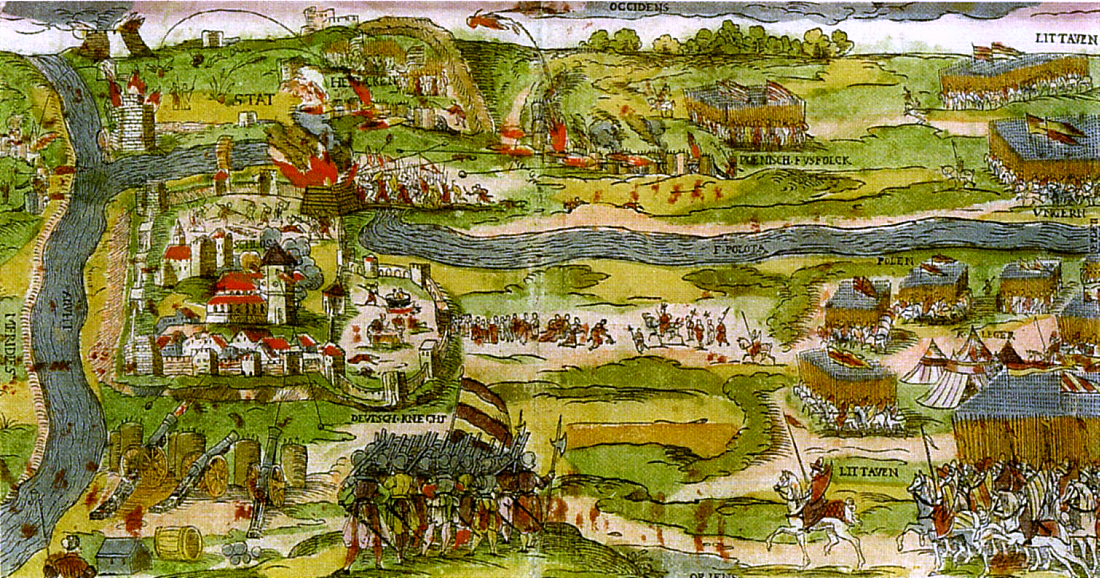
Oblężenie Połocka w 1579 roku

Oblężenie Połocka – oblężenie, które miało miejsce w 1579 roku. Połock był celem pierwszej kampanii zaczepnej Stefana Batorego, otwierającej wojnę z Rosją o odzyskanie Inflant i ziemi połockiej, zagarniętych przez Iwana IV Groźnego.
Do zwycięstwa w dużym stopniu przyczyniła się piechota wybraniecka. Połock był twierdzą drewnianą, wojska Stefana Batorego wykorzystały to używając pocisków zapalających. Załoga po wybuchu pożarów skapitulowała. Całe oblężenie trwało zaledwie 20 dni (11-30 sierpnia). Dzięki zwycięskiej kampanii wódz mógł przeprowadzić w 1580 r. następną kampanię, wielkołucką.